# Out of the Loop
Out of the Loop är ett musikalbum från 1994 av The Brecker Brothers, utgivet 1994 av GRP Records. På skivan framförs låten Secret Heart som är ett samarbete mellan Randy Brecker och sångerskan/pianisten Eliane Elias, där även hon medverkar.

## Låtlista
1. "Slang" (Michael Brecker) – 6:11
  - Michael Brecker — tenorsaxofon
  - Steve Thornton — percussion
2. "Evocations" (Michael Brecker & Chris Botti) – 5:16
  - Michael Brecker — tenorsaxofon
  - Chris Botti & Andy Snitzer — trum-, bas- & keyboard-programmering
3. "Scrunch" (Randy Brecker, Michael Brecker, Maz Kessler, Robby Kilgore) – 4:28
  - Michael Brecker — tenorsaxofon
  - Robbie Kilgore & Maz Kessler — keyboards, rytm-programmering
4. "Secret Heart" (Randy Brecker & Eliane Elias) – 5:03
  - Michael Brecker — tenorsaxofon, sopransaxofon, Akai EWI
  - Mark Ledford — bakgrundssång
5. "African Skies" (Michael Brecker) – 7:46
  - Michael Brecker — tenorsaxofon, sopransaxofon, Akai EWI
  - Steve Thornton — percussion
6. "When It Was" (Randy Brecker, Michael Brecker, Maz Kessler, Robbie Kilgore) – 4:29
  - Michael Brecker — tenorsaxofon
  - Maz Kessler — keyboards
7. "Harpoon" (Randy Brecker) – 7:43
  - Michael Brecker — tenorsaxofon, Akai EWI
  - Steve Thornton — percussion
8. "The Nightwalker" (Michael Brecker) – 8:44
  - Michael Brecker — tenorsaxofon, Akai EWI
  - Steve Thornton — percussion
9. "And Then She Wept" (Randy Brecker) – 4:53
  - Michael Brecker — tenorsaxofon
  - Steve Thornton — percussion

### Arrangemang
- Michael Brecker & George Whitty (1, 5, 8)
- Randy Brecker & George Whitty (7, 9)
- Maz & Kilgore (3, 6)
- Chris Botti & Andy Snitzer (2)
- Eliane Elias (4)

### Producenter
- George Whitty (1, 5, 7-9)
- Eliane Elias (4)
- Maz & Kilgore (3, 6)
- Chris Botti & Andy Snitzer (2)

## Medverkande
- Michael Brecker — tenorsaxofon, sopransaxofon, Akai EWI
- Randy Brecker — trumpet, flygelhorn
- George Whitty — keyboards, bas, piano, programmering
- Dean Brown — gitarr
- James Genus — bas
- Steve Jordan — trummor
- Steve Thornton — percussion
- Eliane Elias — sång, keyboards
- Rodney Holmes — trummor
- Shawn Pelton — trummor
- Robby Kilgore — gitarr, keyboards, programmering
- Maz Kessler — keyboards, programmering
- Armand Sabal-Lecco — piccolobas, bas, sång
- Mark Ledford — sång
- Chris Botti — programmering
- Andy Snitzer — programmering

## Utmärkelser
Grammy Awards
| År   | Vinnare          | Kategori                                      |
| ---- | ---------------- | --------------------------------------------- |
| 1995 | Brecker Brothers | Grammy Award for Best Contemporary Jazz Album |